# قطعنامه ۲۰۳۱ شورای امنیت
قطعنامه ۲۰۳۱ شورای امنیت سازمان ملل متحد که در تاریخ ۲۱ دسامبر ۲۰۱۱ تصویب شد، سندی بین‌المللی دربارهٔ بررسی وضعیت جمهوری آفریقای مرکزی است. این قطعنامه طی نشست ۶۶۹۶ام با ۱۵ رای موافق، ۰ مخالف و ۰ ممتنع تصویب شد.